# Lake Michigan Shore AVA
Lake Michigan Shore AVA  ist ein seit dem 13. Oktober 1983 durch das Bureau of Alcohol, Tobacco, Firearms and Explosives  anerkanntes Weinbaugebiet im US-Bundesstaat Michigan.

## Lage
Die im Südwesten des Bundesstaates gelegene Herkunftsbezeichnung wird als fruit belt bezeichnet. Nahezu 90 % der Weinberge Michigans befinden sich innerhalb des definierten Gebiets, in dem seit 1867 Weinbau betrieben wird. Da ein Großteil der Reben zu Saft und Marmelade verarbeitet wird, stellt die Lake Michigan Shore AVA jedoch nur 50 Prozent der Weinproduktion des Bundesstaates.  Saft und Marmelade wird mehrheitlich aus den Rebsorten Concord und Niagara hergestellt. Diese Sorten spielen beim Ausbau von Wein jedoch keine Rolle.
Im Norden wird das Gebiet durch den Kalamazoo River begrenzt. Die Rebflächen sind maximal 72 km vom Ufer des Lake Michigan entfernt und profitiert dabei in vollem Umfang von der moderierenden Wirkung der Wassermassen auf das Klima. Starke Bodenfröste werden durch die Schneemassen des Lake effect snow gepuffert.
Die Vegetationsperiode des Weinbaugebiets ist durchschnittlich 2 Wochen länger als in den benachbarten aber weiter nördlich gelegenen Leelanau Peninsula AVA und Old Mission Peninsula AVA. Eine Sonderstellung nimmt die Subzone Fennville AVA ein.